# Akbar Đại đế
Jalāl ud-Dīn Muhammad Akbar (جلال الدین محمد اکبر) hay Akbar Đại đế (Akbar-e-Azam) (phiên âm tiếng Việt là A-cơ-ba) (15 tháng 10, 1542 – 17/27 tháng 10 năm 1605), là vị vua thứ ba của nhà Mogul trong lịch sử Ấn Độ. Ông ở ngôi từ năm 1556 đến năm 1605, hầu như hoàn toàn tương đương với triều đại Elizabeth I của Anh. Khi ông qua đời vào năm 1605 thì đế quốc Mogul (đế quốc Mughal) đã trải dài khắp miền Bắc Ấn.
Ông được xem là người tượng trưng cho thời kì hoàng kim của triều đại Mogul, và cũng có thể là của toàn bộ lịch sử Ấn Độ thời kỳ cận đại. Ông lên ngôi lúc mới 13 tuổi sau khi vua cha Humayun qua đời và đã mở nhiều cuộc chinh phạt để củng cố quyền lực của mình và sáp nhập các vùng đất ở miền bắc và trung Ấn Độ vào lãnh thổ của mình. Akbar cũng củng cố sự thống trị của mình bằng cách khuất phục và kết giao với các bộ lạc người Rajput, thậm chí ông còn kết hôn với một công chúa người Rajput.
Akbar đã thực hiện cải cách về thuế má và khuyến khích nghệ thuật. Ông cũng cho xây dựng nhiều công trình kiến trúc và là người sáng chế ra các loại nhà tiền chế cũng như các kiểu nhà có khả năng lưu động hoặc di dời dễ dàng. Akbar cũng là vị Hoàng đế xúc tiến việc dung hòa các tôn giáo ở Ấn Độ, thậm chí ông là người mở đầu cho phép các học giả thuộc các tôn giáo khác nhau tranh luận một cách công khai về tôn giáo của mình. Tiến xa hơn, Akbar tổng hợp các giáo lý của các tôn giáo và thành lập tôn giáo của riêng mình, mang tên là Din-i-Ilahi (tạm dịch là "Tôn giáo Thánh Thần"). Tuy nhiên, sau khi ông qua đời tôn giáo này đã nhanh chóng tan rã.

## Thiếu thời
Tuổi thơ của ông không được êm đềm như nhiều vị đế vương khác. Akbar ra đời vào ngày 15 tháng 10 năm 1542 (đầu sáng ngày thứ Tư của Rajab, 949 AH) ở thành Umarkot của người Rajput ở Sindh, nơi Humayun và cô vợ mới cưới là Hamida Banu Begum ẩn náu. Humayun đặt cho đứa bé cái tên mà Humayun đã nghe trong giấc chiêm bao ở Lahore, Jalalu-d-din Muhammad Akbar Ghazi 

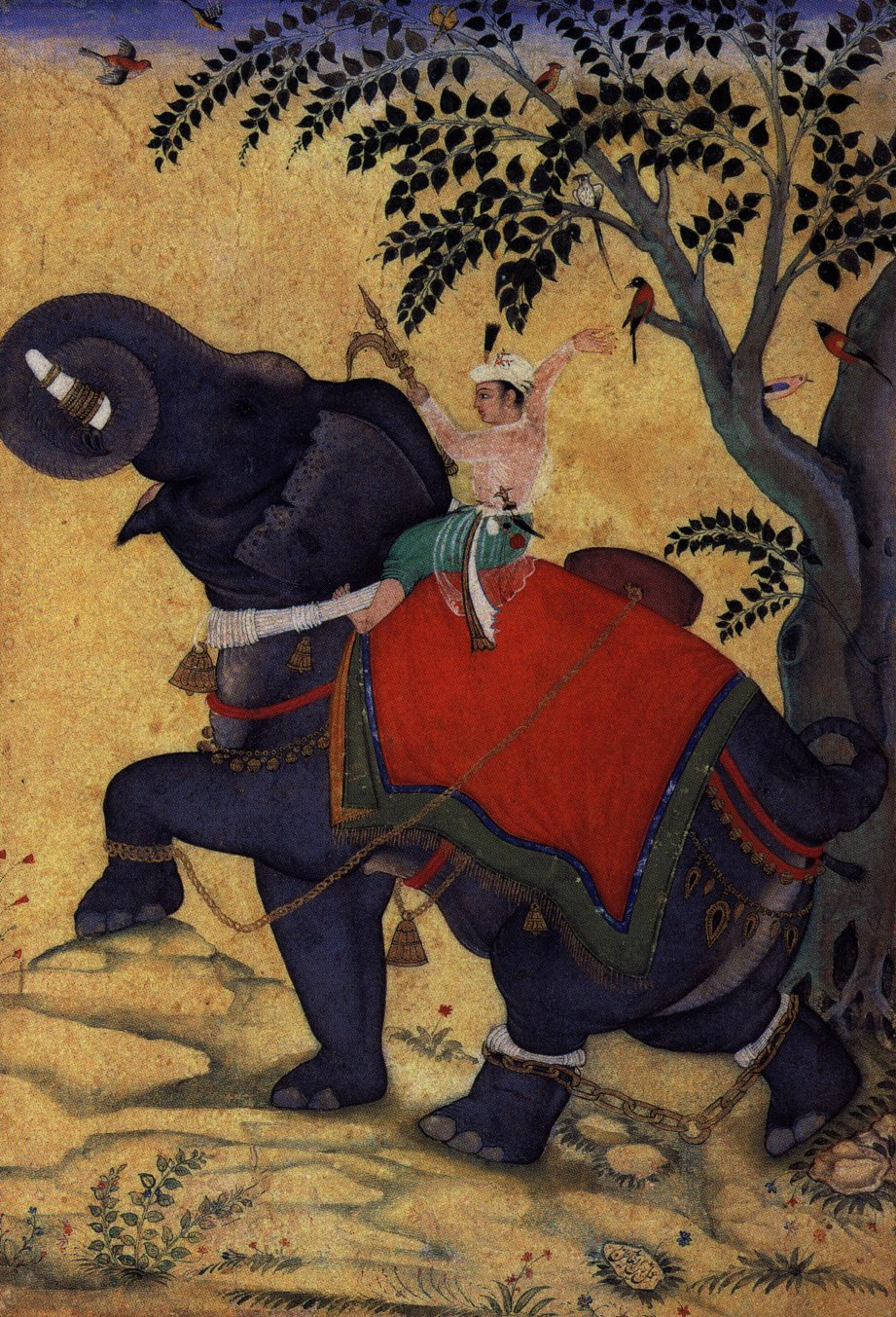
Akbar cưỡi trên lưng voi.

Humayun vốn đã sang sống lưu vong tại Ba Tư, khi đất nước bị thủ lĩnh người Pashtun là Sher Shah Suri đoạt mất. Hơn nữa, mẹ của Akbar, Hamida Hanu Begum không phải là hoàng hậu chính thức của Humayun mà chỉ là một nữ tì trong cung đình Mogul (còn hoàng hậu của Humayun đã bị Sher Shah Suri cướp đi). Mặc dù vậy, Humayun vẫn đặt trọn niềm tin vào người con trai, niềm hy vọng duy nhất của mình và của cả tương lai vương triều Mogul. Akbar không đến Ba Tư với cha nhưng khôn lớn ở làng Mukundpur tại Rewa (ngày nay là Madhya Pradesh). Lúc này, Akbar sinh sống cùng với hoàng thân Ram Singh, sau lên làm Maharaja xứ Rewa, và trở thành bạn đời của người này. Về sau, Akbar chuyển đến phần lãnh thổ phía đông của Đế quốc Safavid (phần lãnh thổ Afghanistan ngày nay) nơi ông được nuôi dưỡng bởi người chú Askari.
Theo "Thập đại tùng thư" , Humayun đã cho mời những người thầy giỏi nhất để dạy võ, bắn cung, cưỡi ngựa cho Akbar. Bản thân Akbar cũng không phụ lòng tin của vua cha. Ông rèn luyện hết sức chăm chỉ và nhanh chóng trở thành một chiến binh xuất sắc, dũng cảm và mưu lược. Đặc biệt, ông rất ham thích môn bắn cung và sau này đã trở thành một xạ thủ xuất sắc. Tuy nhiên, do phải sống cuộc sống nay đây mai đó với song thân, Akbar đã không có điều kiện để học chữ. Thật vậy, Akbar là một vị vua mù chữ hoàn toàn và đó là điều khiến ông cảm thấy hối tiếc suốt cả đời. Bù lại, chính cuộc sống long đong vất vả đó đã dạy cho Akbar thuật làm vua chúa, và sau này nhờ nhiều phương pháp khác nhau, Akbar đã học thêm được rất nhiều tri thức, những thứ tưởng như một người thường không thể học nếu thiếu sách vở.
Năm 1555, với sự giúp đỡ của triều đình Ba Tư, Humayun cuối cùng đã đánh bại nhà Sur và khôi phục đất nước. Nhưng rồi, cảm thấy mình khó sống thêm được lâu nữa, ông quyết định lập Akbar làm Hoàng thái tử và giao cho đại thần Bairam Khan làm nhiệm vụ nhiếp chính. Quả nhiên, nửa năm sau Humayun lâm bệnh qua đời. Akbar trở thành padshah ("Hoàng đế") khi mới 13 tuổi.

### Cái tên Akbar
Tên khi sinh của Akbar của Badruddin Mohammed Akbar. Từ Badruddin nghĩa là trăng tròn, mà sở dĩ có cái tên này là do Akbar sinh vào một đêm có trăng tròn. Ông trùng tên với người ông ngoại Shaikh Ali Akbar Jami. Sau khi Humayun chiếm Kabul, ngày sinh và tên của Akbar được thay đổi nhằm xua đuổi những phép thuật tà ác nhằm vào Akbar. Giai thoại kể rằng cái tên Akbar, nghĩa là "Đấng chí tôn" là do thần dân Ấn Độ đặt cho ông. Thực tế khi sinh ra, ông đã được đặt tên Akbar theo tên ông ngoại của ông.

## Buổi đầu trị vì (1556 - 1562)

### Chống lại quân xâm lược Afghanistan
Akbar lên ngôi khi mới 14 tuổi, ông nắm trong tay một đất nước vừa mới được khôi phục, tình hình của các trấn ngoại biên vẫn chưa ổn định trong khi phía bên ngoài, ngoại bang đang dòm ngó. Adil Shah Suri (1556-1557), một vị vua khác của nhà Sur ở Afghanistan âm mưu tước đoạt lãnh thổ của nhà Mogul một lần nữa. Thuộc hạ của Adil là đại tướng Samrat Hemu Chandra Vikramaditya (theo Ấn giáo) đã dẫn hơn 5 vạn quân, 1000 voi chiến và 500 cỗ đại bác tiến vào lãnh thổ Mogul.
Lúc đó, quan đại thần Bairam cùng với Akbar vẫn giữ vững tay chèo. Bairam đã tiến hành thanh trừng những viên tướng có tư tưởng dao động, đầu hàng, đồng thời chỉnh đốn quân ngũ, động viên tinh thần binh sĩ. Và 1 vạn quân Mogul do Bairam và Akbar chỉ huy đã đánh tan 5 vạn quân Afghanistan tại trận Panipat lần thứ hai năm 1556, giết được đại tướng Hemu. Từ đó triều Sur không dám có hành động khiêu khích nữa, và thế lực của triều Mogul được củng cố.

### Sự chuyên quyền của Bairam và những người ngoại thích

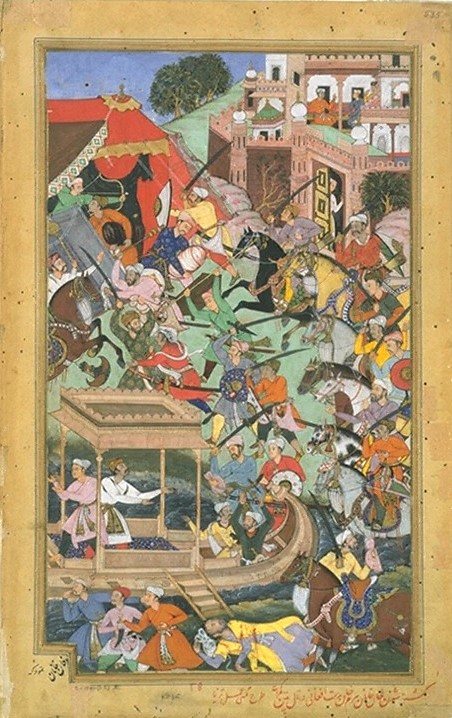
Năm 1561, Bairam Khan bị một người Afghan giết tại Khambat

Tuy nhiên, những kẻ đe dọa ngai vàng của Akbar không chỉ là các thế lực ngoại bang mà còn là các quyền thần luôn nhăm nhe lật đổ vị vua trẻ tuổi.
Ví dụ như Bairam, sau trận chiến Panipat tể tướng này cũng đã bắt đầu thay đổi. Bairam cưới một người chị họ ngoại của Akbar và trở thành một thành viên trong hoàng tộc, có thế lực rất lớn. Vì vậy mà Bairam trở nên chuyên quyền, không xem Akbar ra gì. Những mệnh lệnh truyền đạt lên Akbar đều phải qua tay Bairam, còn việc có báo lại cho Akbar biết hay không lại là chuyện của Bairam. Thái độ này khiến cho Akbar càng lúc càng không hài lòng. Về phía mình, Bairam cũng biết rằng không chóng thì chầy vị ấu chúa cũng sẽ giành lại quyền lực của mình, nên Bairam quyết định tổ chức một âm mưu lật đổ Akbar và đưa một người anh/em của Akbar lên ngôi Hoàng đế.
Nhưng Akbar đã ra tay trước: năm 1560 ông yêu cầu người nhiếp chính của mình phải sắp xếp một chuyến hành hương đến Mecca ngay lập tức, nhằm cắt rời Bairam khỏi triều đình. Không còn cách nào khác, Bairam phải phục tùng. Thậm chí lúc Bairam lên đường, Akbar còn sai đại tướng Peel Muhammad tới xua đuổi. Phẫn uất, Bairam quyết định nổi loạn nhưng nhanh chóng thất bại. Mặc dù vậy Akbar vẫn tha thứ cho Bairam và sắp xếp cho Bairam hành hương tới Mecca một cách tương xứng với địa vị đại quý tộc của Bairam. Tuy nhiên, trên đường hành hương Bairam bị một người Afghanistan đâm chết tại Khambat vào ngày 31 tháng 1 năm 1561. Akbar nghe tin đã rơi lệ, sau đó nhà vua quyết định nhận nuôi một người con nhỏ của Bairam, về sau người này được thừa kế tước hiệu "Khan" của cha và trở thành một công thần của Akbar. Đó cũng là một cách Akbar đền đáp công ơn của Bairam.
Khuất phục được Bairam không có nghĩa là mọi việc đã xong. Thật ra, Bairam là một đại thần tài năng trong khi đến lúc này Akbar vẫn còn là một vua trẻ thiếu kinh nghiệm. Vì vậy, sau khi Bairam qua đời, việc triều chính thiếu hẳn người lo toan. Mẹ, bà vú Mahama Anga cùng những người ngoại thích của Akbar nhân cơ hội đó đã chiếm giữ rất nhiều quyền lực trong triều đình. Akbar vẫn bị nạn quyền thần khống chế thêm một thời gian nữa. Giai đoạn hỗn loạn chính trị vào đầu của triều vua Akbar được các nhà sử học gọi là "thời kỳ gà mái gáy sáng".
Nhưng thời gian ấy không kéo dài. Đến năm 1562, sau một thời gian "học hỏi", Akbar đích thân trị nước.

## Thời kỳ đích thân chấp chính (1562-1605)

### Đối ngoại

#### Những cuộc chinh phạt

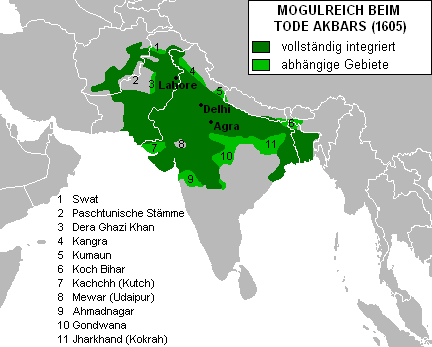
Lãnh thổ Đế quốc Mogul dưới sự thống trị của Akbar.

| “              | Một bậc đế vương luôn phải dành thời gian chinh phạt các vùng đất xung quanh mình, nếu không các nước lân bang sẽ nhanh chóng lớn mạnh và tiêu diệt mình. | ” |
| — Akbar Đại đế | |   |

Nói thì phải làm, ông đã thực hiện lời nói ấy bằng các cuộc chinh phạt khắp Đông Tây Nam Bắc. Bản thân Akbar cũng là một nhà quân sự mưu lược và tài ba. Ông đã nhiều lần cầm quân đánh bại các kẻ thù cũng như đánh dẹp các cuộc bạo loạn. Đặc biệt có một trận đánh, nhà vua chỉ dùng 8000 quân nhưng đã đánh tan 2 vạn quân bạo loạn của các lãnh chúa Ấn Độ.
Các cuộc chinh phạt đầu tiên là nhằm vào tộc người Rajput sống ở khu vực xung quanh Delhi. Họ là con cháu của tộc người Hung Nô định cư ở miền Bắc Ấn Độ, theo tín ngưỡng Ấn giáo và rất hung hăng, thiện chiến. Akbar lợi dụng tình trạng họ vẫn còn là các bộ lạc nhỏ lẻ rời rạc, đã tiến công xâm chiếm từng khu vực một và đã giành được nhiều thắng lợi. Nhưng trước sức mạnh của đế quốc Mogul, người Rajput không hề sợ hãi mà vẫn chiến đấu hết sức anh dũng và ngoan cường, họ thà bị giết chết chứ không chịu đầu hàng. Hơn nữa, Akbar thật sự rất ấn tượng khi chứng kiến sự dũng cảm, khỏe mạnh và thiện chiến của các chiến binh Rajput. Vì vậy ông quyết định chuyển sang biện pháp đàm phán, vừa đánh vừa xoa để thu phục và sử dụng các chiến binh Rajput. Kết quả đạt được rất to lớn: phần lớn các tù trưởng Rajput đều quy phục Akbar và trở thành các trưởng quan quân sự của nhà Mogul, đồng thời 1/3 số quân cận vệ của vua nhà Mogul chính là người Rajput. Tất nhiên, đổi lại Akbar cũng đã nhượng bộ khá nhiều, chủ yếu là cho phép người Rajput được hưởng các quyền tự trị về văn hóa và được bảo tồn các luật tục, tôn giáo lâu đời của mình.
Sau đó, các năm 1570 - 1571, Akbar lại xâm chiếm bang Gujarat ở duyên hải tây Ấn Độ, nhờ đó mà ông giành được 2 hải cảng quan trọng của vùng này. Năm 1573-1574, ông lại xâm chiếm Bengal, khiến chiếc vòi của đế quốc vươn tới tận Miến Điện. Năm 1581, Akbar thân chinh Kabul và đoạt lại nó từ tay hai anh em cùng mẹ khác cha đang cai trị ở đây. Sau đó, Akbar tiến lên phía bắc cướp lấy vùng Kashmir (1586), rồi vươn về phía Tây uy hiếp cả đế quốc Ba Tư. Cuối cùng, ông tiến về phía nam xâm nhập cao nguyên Deccan và sau 10 năm vừa chinh phạt vừa dùng biện pháp thu phục bằng ngoại giao, năm 1601, Akbar đã sáp nhập vùng Khandesh thuộc lưu vực sông Krishna vào lãnh thổ đế quốc. Đây là một trong những cuộc chinh phạt cuối cùng của ông.
Những thành công về quân sự đã khiến Akbar rất tự hào. Mỗi khi chinh phạt thành công một vùng đất nào đó, nhà vua thường buột miệng nói: 
| “              | Ta đã đến vùng đất này rồi thì nó nhất định phải thuộc về ta, nhất định phải như thế! | ” |
| — Akbar Đại đế |                                                                                       |   |

#### Quan hệ với Thổ Nhĩ Kỳ
Akbar từng đưa một đoàn hành hương với sự tham gia của rất nhiều phi tần trong hậu cung của đế quốc tới thánh địa Mecca, lúc này đang nằm dưới ảnh hưởng của đế quốc Ottoman. Đoàn hành hương xuất phát từ thành phố cảng Surat năm 1576 và năm sau thì tới được Mecca. Từ năm 1577 tới năm 1580 có thêm 4 đoàn hành hương nữa tới Mecca cùng với rất nhiều quà tặng dành cho những quan chức địa phương cùng rất nhiều hoạt động từ thiện, chẩn tế được tổ chức ở đây. Tuy nhiên đoàn hành hương đa số là người nghèo khổ và việc họ lưu lại Mecca quá lâu đã làm hao tốn rất nhiều ngân khố của địa phương. Vì vậy chính quyền Thổ tại đây đã đề nghị đoàn hành hương quay về Mogul nhưng họ vấp phải sự phản đối của các phi tần trong hậu cung của Mogul, vì các cô mong muốn được lưu lại khu vực Hejaz thêm một thời gian nữa. Phía Thổ kiên quyết không nhượng bộ và rốt cục đoàn người phải quay về Mogul. Tệ hại hơn, trên đường về các phi tần và những phụ nữ quý tộc trong đoàn còn chịu sự sỉ nhục nhà cầm quyền ở Aden.
Việc này dẫn đến kết quả là Akbar cắt tất cả các chuyến hành hương cũng như quà cáp tới Mecca và quan hệ giữa đế quốc Thổ với đế quốc Mogul bắt đầu xấu đi. Tức giận với thái độ của nhà cầm quyền địa phương và của ông chủ hậu trường là Thổ Nhĩ Kỳ, Akbar bắt đầu tự xem mình là khalip của thế giới Hồi giáo thuộc hệ phái Sunni và bắt đầu tranh giành ảnh hưởng với người Thổ Ottoman. Tháng 9 năm 1579, những học giả Hồi giáo (ulema) của triều đình Akbar ký một Mahzar quy định:
- Akbar là một khalip của thế giới Hồi giáo.
- Danh hiệu khalip của Akbar cao hơn danh hiệu Mujtahid.
- Khi các mujtahid bất đồng ý kiến với nhau thì Akbar là người ra quyết định cuối cùng.
- Akbar có quyền ra các chiếu chỉ miễn là không trái với luật nass.

Năm 1579, Akbar ra một quyết định gây sửng sốt giới Hồi giáo: thay người thuyết giáo hiện tại bằng một tăng lữ Hồi giáo thường đọc thơ của Faizi cho Akbar nghe. Đồng thời ông cũng tuyên bố rằng mình hoàn toàn mất lòng tin vào giới tăng lữ ở Mecca. Và sau đó, từ năm 1584 Akbar tấn công các cảng biển của Thổ Nhĩ Kỳ tại Yemen dưới sự giúp đỡ của Bồ Đào Nha. Để minh chứng cho liên minh này, Akbar sai một sứ thần đến công tác ở Goa vào tháng 10 năm 1584. Tuy nhiên, năm 1587 người Ottoman đã đập tan một cuộc tấn công của hạm đội Bồ Đào Nha vào Yemen và Habash, bắt sống chỉ huy hạm đội Dokondo Pirino. Thất bại này kéo theo sự tan rã của liên minh Mogul - Bồ Đào Nha.

### Đối nội

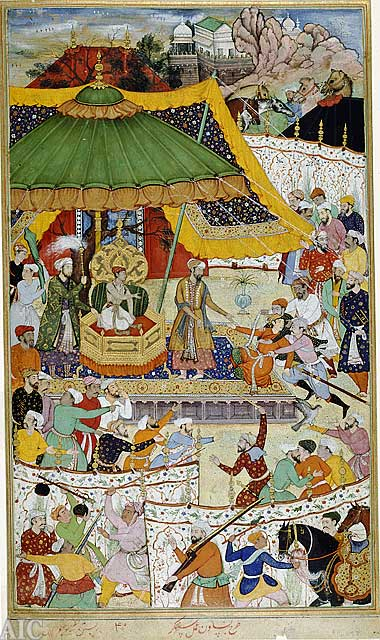
Cảnh triều đình Akbar trong sách Akbarnama

Để ngăn chặn việc quan tể tướng lộng quyền như thời Bairam Khan, Akbar đã gia giảm rất nhiều quyền hạn của chức vụ này, ngoài ra ông còn đặt thêm bốn chức quan khác phía dưới để hạn chế quyền lực của tể tướng. Akbar phân chia đất nước thành 18 tỉnh, mỗi tỉnh do một nhà quý tộc đứng đầu. Để hạn chế sự cát cứ phân quyền của các quý tộc địa phương, Akbar quy định sau khi một nhà quý tộc qua đời, nhà vua sẽ tịch thu toàn bộ gia sản của ông ta để chia cho những người con mà nhà quý tộc thương yêu. Tất nhiên việc này đạt được hiệu quả đáng kể, nhưng nó đã tạo ra thói quen tiêu pha phung phí của các nhà quý tộc, mục đích là để không tích lũy nhiều của cải.
Về quân sự, Akbar không chủ trương duy trì một đạo quân thường trực đông đảo để tiết kiệm chi phí (quân đội thường trực của Akbar nhiều nhất chỉ có 4 vạn người). Thay vào đó, đế quốc sẽ trưng tập thêm binh lính vào những lúc cần thiết, việc trưng tập này giao cho các quan lại và quý tộc địa phương. Nếu tính tổng cộng số quân trưng tập được thì quân số của đế quốc có thể lên tới 30 vạn. Akbar cũng giao cho ba người con của mình giữ chức sĩ quan chỉ huy ba đạo quân lớn nhất nước với quân số lần lượt là 1 vạn, 8000 và 7000 người. Nhìn chung thì các sĩ quan quân đội được hưởng lương bổng khá hậu: 1 sĩ quan chỉ huy 100 người đã nhận mức lương tháng hơn 1000 rouble trong khi thu nhập hàng năm của 1 người nông dân chỉ là 300 rouble. Hơn nữa, theo tập quán, những người lập được các chiến công đặc biệt sẽ được vua ban phát lãnh địa; nhưng bản thân Akbar chỉ muốn các sĩ quan được hưởng lương cao chứ không muốn ban phát lãnh địa cho họ, dù ông vẫn làm theo tập tục của người Mogul.
Akbar cũng khuyến khích nghệ thuật phát triển và khôi phục kinh tế. Những cải cách về thuế và về ruộng đất của ông được đánh giá là thành công và khiến nền kinh tế của đế quốc Mogul nở rộ suốt một thời gian dài. Ông cho tiến hành đo đạc lại điền thổ trên toàn quốc và đặc biệt bãi bỏ lối đo đạc ruộng đất bằng sợi dây thắt nút mà dùng một cây thước làm bằng thân tre suôn thẳng vì sợi dây có thể co giãn và dẫn đến sự không chính xác cũng như tranh chấp kiện tụng. Ngoài việc đo lại ruộng đất, Akbar cũng yêu cầu phải điều tra kỹ lưỡng về độ màu mỡ, nguồn cung cấp nước tưới, xem xét giá cả của các nông sản thịnh hành trong vùng, ... rồi từ đó định mức thuế. Đây là một cải cách lớn trong hệ thống thuế vì các mức thuế trong hệ thống thuế nông nghiệp cũ đều được quy định dựa vào sản phẩm làm ra chứ không phải dựa vào chất lượng ruộng đất. Điều này khiến cho việc đầu tư vào nông nghiệp cũng như năng suất gia tăng đáng kể.
Theo Thập đại Tùng thư: 10 đại hoàng đế thế giới, Akbar kế thừa một biện pháp của Sher Shah Suri - kẻ thù của vua cha Humayun, quy định người nông dân phải nộp 1/3 số nông sản thu hoạch được cho nhà nước. Thuế này có thể được nộp bằng tiền hay hiện vật, về sau Akbar quy định phải nộp bằng tiền nhằm kích thích buôn bán trong nước. Tuy nhiên chính vì vậy mà sau mùa thu hoạch, người dân lại đổ xô đem bán nông sản để có tiền nộp thuế, hậu quả là vào thời điểm đó giá nông sản sút thảm hại và người dân không thu được bao nhiêu tiền. Hơn nữa, bên cạnh thuế 1/3 người nông dân còn phải nộp một số thứ thuế khác và đóng phí cho những người đo đạc ruộng đất, cho nhân viên thu thuế,... và kết quả là hàng năm họ phải gánh một số thuế tương đối nặng. Vì vậy, Akbar đã nhiều lần miễn giảm thuế cho dân chúng, đời sống người dân cũng nhờ đó mà đỡ chật vật.

#### Dời đô về Fatehpur Sikri
Akbar chê kinh đô Dehli nằm quá xa về phía bắc nên ông đã dời cung đình xuống phía Nam, đầu tiên là Agra; sau đó đến năm 1571 ông định đô ở Fatehpur Sikri (Fatehpur có nghĩa là thành phố chiến thắng), một khu vực ngoại ô của Agra. Thế là từ một vùng đất hoang vu còn nhiều dã thú, Fatephur Sikri đã nhanh chóng biến thành một thành phố tráng lệ với nhũng cung điện, hồ nước nhân tạo, đài phun nước,... hết sức lộng lẫy. Tuy nhiên năm 1585 Akbar lại thiên đô đến Lahore ở vùng Tây Bắc. Có nhiều giả thuyết được đặt ra, có thể là nguồn nước cung cấp cho Fatehpur Sikri không đủ chất lượng, hoặc do lúc đó Akbar đang phải hướng sự chú ý của mình đến các khu vực Tây Bắc và ông dời đô lên Lahore. Cuối cùng vào năm 1599 cung đình Mogul lại quay về Agra và Akbar định cư ở đó cho đến khi qua đời.

#### Dung hòa tôn giáo và văn hóa
Một điểm đáng chú ý là những bạn bè, học giả thân cận với Akbar có nhiều đức tin và tôn giáo khác nhau. Việc này khiến Akbar có được một sự hiểu biết sâu sắc về các tôn giáo này, và sớm nhận ra rằng "các tôn giáo đều có phần xán lạn, trong phần xán lạn đó vẫn có ít nhiều bóng tối". Vì vậy, Akbar nhanh chóng hiểu rõ sự kình địch giữa các tôn giáo, nhất là Hồi giáo và Ấn Độ giáo sẽ gây ra thảm họa, nên ông đã thực thi nhiều biện pháp để dung hòa mâu thuẫn giữa các tôn giáo này với nhau. Ví dụ ông đã kết hôn với Jodha, một công chúa thuộc bộ lạc Rajput theo Ấn Độ giáo. Trong việc cắt đặt quan chức ông luôn bổ nhiệm sao cho những người có tôn giáo khác nhau làm việc chung với nhau. Đặc biệt, Akbar đã dũng cảm bãi bỏ các thứ thuế đánh lên những người không phải theo đạo Hồi và cho phép những người bị ép theo đạo Hồi được quay về với tôn giáo trước kia của họ, mặc dù biết rằng những hành động này sẽ khiến nhà nước thất thu một khoản tiền to (lên tới 180 vạn rouble hàng năm) và bản thân Akbar sẽ phải gánh chịu những hậu quả lớn về chính trị. Nhưng việc làm đó đã tạo dựng được một sự ủng hộ rộng rãi trong các tầng lớp nhân dân, nhất là những người theo Ấn Độ giáo. Tất nhiên, những việc làm của ông cũng khiến một bộ phận quý tộc Hồi giáo bất mãn, họ đã nhiều lần nổi dậy chống lại triều đình. Để đối phó, Akbar lại dựa vào sự giúp đỡ của các lãnh chúa phong kiến Ấn giáo.
Về sau Akbar xây dựng một trường học lớn và bố trí một hội trường để những học giả thuộc các tôn giáo khác nhau đến tranh luận. Thành phần tôn giáo của các học giả phải nói là rất đa dạng, có người Hồi giáo, Ấn giáo, có người theo Hỏa giáo, đạo Cơ Đốc, thậm chí là Tân giáo và Do Thái giáo. Thỉnh thoảng, Akbar cũng đến nghe các cuộc tranh luận này và ông đã học được nhiều tri thức bổ ích ở đó.
Tiến xa hơn, cố gắng tạo ra một tôn giáo kết hợp mọi đức tin, gọi là Tôn giáo Thánh Thần. Tôn giáo này lập Akbar là Giáo chủ và xem ông như bậc Tiên tri, các tín đồ khi gặp nhau phải nói to tên của Akbar để chào hỏi. Tôn giáo Thánh Thần không lập đền thờ, không có cầu phước, không có cúng tế mà chỉ khuyến khích các tín đồ chăm làm việc thiện, bố thí, chẩn tế,... Akbar không bắt ép người dân theo tôn giáo mới này nên số tín đồ Thánh Thần cũng không đông, với lại số lượng tín đồ các tôn giáo khác chống đối tôn giáo Thánh Thần cũng không phải ít. Có điều Akbar không lấy làm lo, vì ông chỉ đơn giản xem đạo Thánh Thần của mình như là một biện pháp nhằm dung hòa các mâu thuẫn tôn giáo ở Ấn Độ. Sau khi Akbar qua đời, tôn giáo này nhanh chóng tan rã.
Ngoài ra, nhà vua còn quyết tâm bãi bỏ các hủ tục lạc hậu trong xã hội Ấn Độ. Ví dụ, tin vào các truyền thống và luật tục Hồi giáo, ông đã cấm việc bắt quả phụ nhảy vào lửa chết theo chồng, và đã đích thân cứu vợ của Tổng đốc Bengal khỏi phải nhảy vào lửa. Về sau, Akbar còn cấm các tục tảo hôn và tục giết em bé nữ trong dân gian, nhưng do sức mạnh của tập quán lâu dài, trong nhất thời các hủ tục ấy chưa thể dẹp hẳn được.
Tuy nhiên có nhiều sử gia cho rằng, thật ra đóng góp của Akbar trong việc dung hòa văn hóa không đáng kể như vậy. Lý lẽ của họ cho rằng, các chi tiết trên được lấy từ sách Akbarnama và Ain-i-akbari của Abul Fazal, một sử thần trong triều Akbar. Chính vì thế mà các công trạng của Akbar nhiều khi được phóng đại quá mức. Trong khi đó các tác phẩm của các sử gia như Badayuni, Shaikhzada Rashidi va Shaikh Ahmed Sirhindi không bị ảnh hưởng bởi sức ép của triều đình, vì vậy họ ít ca tụng Akbar hơn và các thông tin của họ có khả năng gần với sự thực hơn. Sử gia Vincent A. Smith kết luận:.
| “                      | Những lời tâng bốc Akbar một cách thiếu suy nghĩ đã đem lại nhiều điều sáo rỗng vô nghĩa về cái mà người ta gọi là ước nguyện đem lại những điều tốt đẹp cho người dân ở các xứ sở bị ông ta xâm lược và thôn tính. | ” |
| — Vincent Arthur Smith | |   |

Ngày 17 tháng 10 (có sách chép là 27 tháng 10) năm 1605, Akbar đột ngột qua đời, trong lúc sự nghiệp ông đang toàn thịnh.

## Nhận định
Akbar còn là một nghệ nhân, thợ rèn áo giáp và vũ khí, thợ thủ công, nhà phát minh, người huấn luyện thú (Akbar từng nuôi hàng nghìn con báo săn và từng tự tay huấn luyện nhiều con trong số đó), người làm ren, nhà thần học và một triết gia
Các sử gia Hồi giáo, Ấn Độ và phương Tây đều xem Akbar là vị vua kiệt xuất trong lịch sử Ấn Độ. Trong hồi ký của mình, vua Jahangir (1605-1627), người con trai của Akbar đồng thời là người kế vị ông đã dành nhiều mỹ từ ca ngợi tính cách của vua cha, và thêm hàng tá mẩu chuyện nhỏ để minh chứng và làm rõ thêm đức hạnh của cha mình.
Theo Jahangir, nước da của Akbar có màu vàng như màu của bông lúa mì. Nhưng Antoni de Montserrat, một thầy tu dòng tên Catalan từng diện kiến Hoàng đế lại nói ông có nước da trắng. Akbar có thân hình cao ráo, bờ vai rộng, chắc nịch với đôi tay và đôi chân dài. Akbar còn nổi tiếng với nhiều hành động thể hiện tính quả cảm. Một trong những ví dụ đó là sự kiện xảy ra khi Akbar đang trên đường từ Malwa tới Agra, lúc đó ông mới 19 tuổi.

## Trong tiểu thuyết và phim ảnh
- Năm 2008, đạo diễn Ashutosh Gowariker sản xuất phim Johaa Akbar nói về Akbar và hoàng hậu Hira Kunwari (Johadbai). Trong phim này, Hrithik Roshan thủ vai Akbar và Aishwarya Rai thủ vai Johadbai.
- Akbar cũng là một nhân vật trong bộ phim Hindi Mughal-e-Azam (Đại Mogul) đạt giải thưởng năm 1960. Trong bộ phim này nhân vật Akbar do Prithviraj Kapoor thủ diễn.
- Akbar và Birbal là hai nhân vật trong xê-ri phim Akbar-Birbal phát sóng trên Zee TV vào cuối thập niên 1990. Vai Akbar do Vikram Gokhale thủ diễn. Hiện nay, Akbar-Birbal phát sóng trên Zee Gujarati nhưng được lồng tiếng tại Gujarati.
- Một xê-ri phim truyền hình khác, tên là "Akbar the Great", đạo diễn bởi Sanjay Khan và được phát sóng trên đài DD National vào thập niên 1990s.
- Akbar cũng là một nhân vật phụ quan trọng trong tiểu thuyết The Years of Rice and Salt phát hành năm 2002 của Kim Stanley Robinson 2002.
- Akbar cũng là một nhân vật chính trong tiểu thuyết Mụ phù thủy thành Florence ra mắt năm 2008 của Salman Rushdie.
- Amartya Sen dùng Akbar như một dẫn chứng chính yếu trong các tác phẩm The Argumentative Indian và Violence and Identity.
- Bertrice Small là một tiểu thuyết gia nổi tiếng về việc xây dựng các tiểu thuyết lãng mạn với các nhân vật chính là nhân vật có thật trong lịch sử. Akbar cũng không ngoại lệ, ông là nhân vật chính trong hai tiểu thuyết của nữ văn sĩ, và ông xuất hiện ba lần trong một tiểu thuyết khác. Trong tác phẩm This Heart of Mine, nhân vật nữ chính trở thành người vợ thứ 14 của Akbar, còn các tác phẩm Wild Jasmine và Darling Jasmine kể về cuộc sống của một người con gái của Akbar với một phụ nữ người Anh. Kết cục thường là không may đối với các người Ba Tư và người Ấn Độ.
- Akbar cũng là một nhân vật AI của phe Ấn Độ trong trò chơi Age of Empires III: The Asian Dynasties.
- Bản hòa tấu violin mang biệt danh "Il Grosso Mogul" sáng tác bởi Antonio Vivaldi trong thập niên 1720 và được xếp trong ca-ta-lô RV 208, được cho là lấy cảm hứng từ triều đại của Akbar.
- Tác phẩm The Miniaturist của Kunal Basu có cốt truyện xoay xung quanh một họa sĩ trẻ sống trong thời đại của Akbar và cũng chính là người vẽ nên chân dung của ông trong Akbarnama.